# Ludivine
Ludivine ist ein weiblicher Vorname.

## Herkunft und Bedeutung
Möglicherweise stammt der vor allem im Französischen verwendete Name aus einer weiblichen Form von Leutwin. Dieser ist germanischen Ursprungs und leitet sich von den Elementen Leud (Leute/Menschen) ab und win (Freund). Saint Leutwin war ein Bischof von Trier im 8. Jahrhundert, siehe Liutwin.
Der weibliche Name Ludivine wurde in den 1970er Jahren durch eine Figur der Fernsehserie „Les gens de Mogador“ bekannt.

## Namensträgerinnen
- Ludivine Diguelman (* 1984), französische Fußballspielerin
- Ludivine Furnon (* 1980), französische Kunstturnerin
- Ludivine Henrion (* 1984), belgische Radrennfahrerin
- Ludivine Kreutz (* 1973), französische Profi-Golferin
- Ludivine Puy (* 1983), französische Motorrad-Rennfahrerin
- Ludivine Sagnier (* 1979), französische Schauspielerin